# South Indian Lake Airport
South Indian Lake Airport är en flygplats i Kanada.   Den ligger i provinsen Manitoba, i den centrala delen av landet, 2 000 km nordväst om huvudstaden Ottawa. South Indian Lake Airport ligger 283 meter över havet.
Terrängen runt South Indian Lake Airport är platt. Trakten runt South Indian Lake Airport är nära nog obefolkad, med mindre än två invånare per kvadratkilometer.. 
Omgivningarna runt South Indian Lake Airport består huvudsakligen av skogstundra.